# Maghemita
La maghemita és un mineral de la classe dels òxids. Rep el seu nom de les primeres síl·labes de magnetita i hematites, en al·lusió al seu magnetisme i a la seva composició.

## Característiques
La maghemita és un òxid de fórmula química Fe₂3+O₃. És un òxid de ferro ferromagnètic que, per tant, pot ser confós amb la magnetita, amb la qual forma una sèrie de solució sòlida, anomenada kenomagnetita. Cristal·litza en el sistema isomètric. La seva duresa a l'escala de Mohs és 6.
Segons la classificació de Nickel-Strunz, la maghemita pertany a «04.BB: Òxids amb proporció Metall:Oxigen = 3:4 i similars, amb només cations de mida mitja» juntament amb els següents minerals: cromita, cocromita, coulsonita, cuprospinel·la, filipstadita, franklinita, gahnita, galaxita, hercynita, jacobsita, manganocromita, magnesiocoulsonita, magnesiocromita, magnesioferrita, magnetita, nicromita, qandilita, espinel·la, trevorita, ulvöspinel·la, vuorelainenita, zincocromita, hausmannita, hetaerolita, hidrohetaerolita, iwakiïta, titanomaghemita, tegengrenita i xieïta.

## Formació i jaciments
Es forma per l'erosió o l'oxidació a baixa temperatura d'espinel·les que contenen ferro ferrós, comunament magnetita o magnetita titànica. És un pigment groc generalitzat en sediments continentals, roques i sòls. Va ser descoberta l'any 1927 al complex Bushveld, a Sud-àfrica.
En els territoris de parla catalana se n'ha descrit aquesta espècie a la mina Can Llebó (Sant Martí Sacalm, Selva) i a Costabona (Setcases, Ripollès), ambdós indrets a la província de Girona (Catalunya), i al Mas d'en Gàsol (Àger, Noguera).